# Бахтияр (филм, 1955)
„Бахтияр“ (на азербайджански: Bəxtiyar) (известен още и като „Любима песен“ (на руски: Любимая песня)) е съветска комедия от 1955 година.

## Сюжет
Бахтияр Мурадов (Рашид Бейбутов) притежава хубав глас и мечтае да стане нефтодобивник, като баща си. Той се издига до бригадир, а приятелката му, Саша Верховская (Тамара Чернова) заминава за Москва, за да постъпи в минно-геоложкия институт. Съперникът на Бахтияр, мазника Юсуф (Фаик Мустафаев) заминава заедно с нея, мечтаейки да се посвети на търговското дело. Вече работейки на нефтените полета, Бахтияр попада в ръцете на недодялания директор на самодейния клуб, Агабала (Агасадих Герайбейли), който използва таланта му за собствените си егоистични цели. По време на едно от естрадните си изпълнения, Бахтияр губи гласа си и разбира, че пеенето не е само до талант, а и до упорита работа. Той решава да постъпи в консерваторията. В крайна сметка се оказва, че певеца не може да пее, търговеца не умее да търгува, а любимото момиче не може да забрави своя възлюбен...

## В ролите
- Рашид Бейбутов като Бахтияр Мурадов
- Тамара Чернова като Саша Верховская
- Фаик Мустафаев като Юсуф
- Агасадих Герайбейли като директора на клуба Агабала Хусейнов
- Мамедрза Шейхзаманов като професор Теймур Раджабов
- Исмаил Ефендиев като Исмаилов
- Константин Мякишев като Дмитрий Верховский
- Татяна Пелтцер като леля Наташа
- Мухлис Джанизаде като Карим
- Исай Гуров като Петя
- Минавар Калантарли като Гюлзар Хусейнова
- Мамед Садиков като Хамид
- Агахусейн Джавадов като Рза